# Sira Rego
Sira Rego, née le 20 novembre 1973 à Valence, est une femme politique espagnole membre de la direction fédérale de la Gauche unie (IU).

## Biographie
Sira Abed Rego naît le 20 novembre 1973 à Valence,, d'un père palestinien et d'une mère espagnole. Diplômée en nutrition et diététique, elle a travaillé comme nutritionniste dans une coopérative sur des projets liés à la souveraineté alimentaire.
Candidate de la Gauche unie (IU) aux élections municipales de 2015 à Rivas-Vaciamadrid, une ville de l'agglomération madrilène, elle est élue conseillère puis nommée première adjointe au maire. Elle est chargée du Logement, de la Durabilité Environnementale, des Parcs et Jardins, de la Mobilité Urbaine et des Transports ainsi que de la Sécurité au sein du gouvernement municipal de Pedro del Cura.
Sira Rego est devenue membre de la direction fédérale d'IU en janvier 2017, lors de la XI Assemblée de la formation, et est considérée comme la principale dirigeante du parti après Alberto Garzón

### Mandats européens
Adhérente au Parti communiste d'Espagne (PCE), à Écologistes en action et aux Commissions ouvrières (CCOO), elle a été choisie en novembre 2018 comme tête de liste d'IU pour les élections européennes de 2019 en Espagne, bien que sa formation ait déjà prévu de s'unir avec Podemos et d'autres confluences dans une candidature commune nommée Unidas Podemos Cambiar Europa,. Sira Rego, figure donc finalement en 2e position sur cette liste commune. Cette candidature obtenant six sièges, elle est élue députée au Parlement européen en mai 2019.
Elle est choisie par le groupe parlementaire de la Gauche unitaire européenne/Gauche verte nordique (GUE/NGL) comme candidate à la présidence du Parlement européen. Au cours de la séance précédant le vote, elle salue la capitaine Carola Rackete — détenue en Italie pour avoir porté secours à des migrants en mer avant de les amener illégalement sur les côtes — et appelle à en finir avec la « criminalisation de la solidarité », provoquant des huées de la droite et des nationalistes, et les applaudissements de la gauche et des écologistes.
Le 18 juillet 2019, elle est élue vice-présidente de la GUE/NGL.

### Ministre de la Jeunesse et de l'Enfance
Le président du gouvernement, Pedro Sánchez, annonce le 20 novembre 2023 qu'elle sera ministre de la Jeunesse et de l'Enfance dans son troisième gouvernement, sur proposition de Sumar, l'alliance de partis de Yolanda Díaz dont Izquierda Unida fait partie.